# Việt Nam tại Đại hội Thể thao Đông Nam Á 2001
Việt Nam tham dự Đại hội Thể thao Đông Nam Á 2001 tại Malaysia từ ngày 9 đến ngày 17 tháng 9 năm 2001 với 416 vận động viên trong tổng số 623 thành viên toàn đoàn.

## Các môn tham gia thi đấu
Đoàn Việt Nam tham gia tranh tài 24 trên 32 môn thể thao gồm:
| - Bắn cung - Bi sắt - Billiards - Snooker - Bowling - Bóng bàn - Bóng chuyền (nữ) - Bóng đá (nam – nữ) - Bóng nước - Bóng rổ (nam- nữ) - Bơi lội - Bơi nghệ thuật - Cử tạ |  | - Đá cầu (nam- nữ) - Điền kinh - Đua thuyền - Golf - Judo - Karatedo - Nhảy cầu - Pencak Silat - Quần vợt - Taekwondo - Thể dục dụng cụ - Xe đạp - Wushu |  |  |

## Bảng huy chương
Dưới đây là bảng tổng sắp huy chương của đoàn Việt Nam: